# Nainville-les-Roches
Nainville-les-Roches ist eine französische Gemeinde mit 521 Einwohnern (Stand: 1. Januar 2022) im Département Essonne in der Region Île-de-France. Sie gehört zum Arrondissement Evry und ist Teil des Kantons Mennecy. Die Einwohner werden Nainvillois genannt. 

## Geographie
Nainville-les-Roches liegt etwa 40 Kilometer südsüdöstlich von Paris. Umgeben wird Nainville-les-Roches von den Nachbargemeinden Auvernaux im Norden, Saint-Fargeau-Ponthierry im Nordosten, Saint-Sauveur-sur-École im Osten, Soisy-sur-École im Süden sowie Champcueil im Westen.

## Bevölkerungsentwicklung
| Jahr                      | 1962 | 1968 | 1975 | 1982 | 1990 | 1999 | 2006 | 2012 |
| Einwohner                 | 178  | 203  | 262  | 300  | 418  | 457  | 498  | 463  |
| Quelle: Cassini und INSEE |      |      |      |      |      |      |      |      |

## Sehenswürdigkeiten
- Kirche Saint-Lubin aus dem 19. Jahrhundert
- Schloss Nainville, im Stil Louis-treize im 19. Jahrhundert erbaut

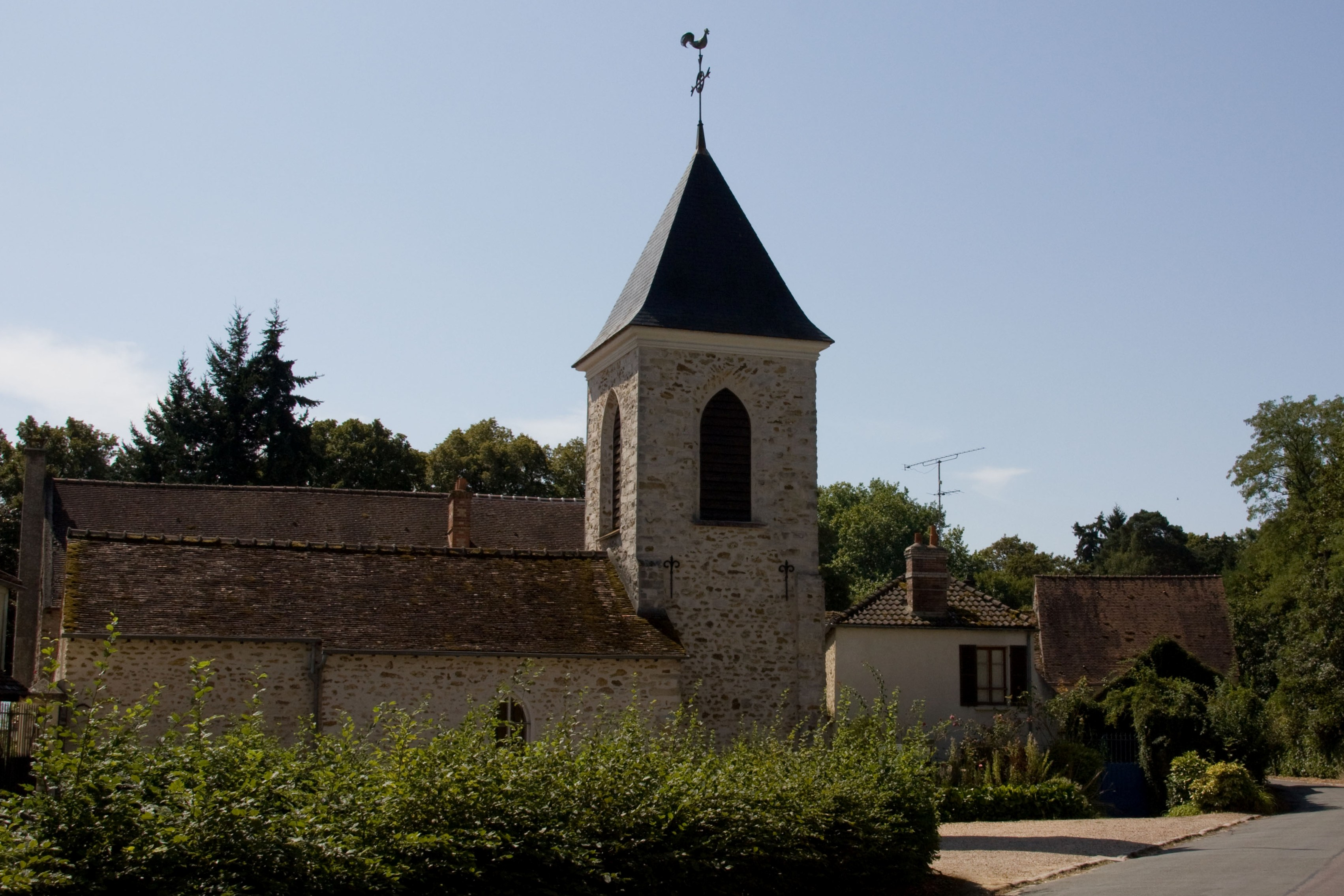
Kirche Saint-Lubin
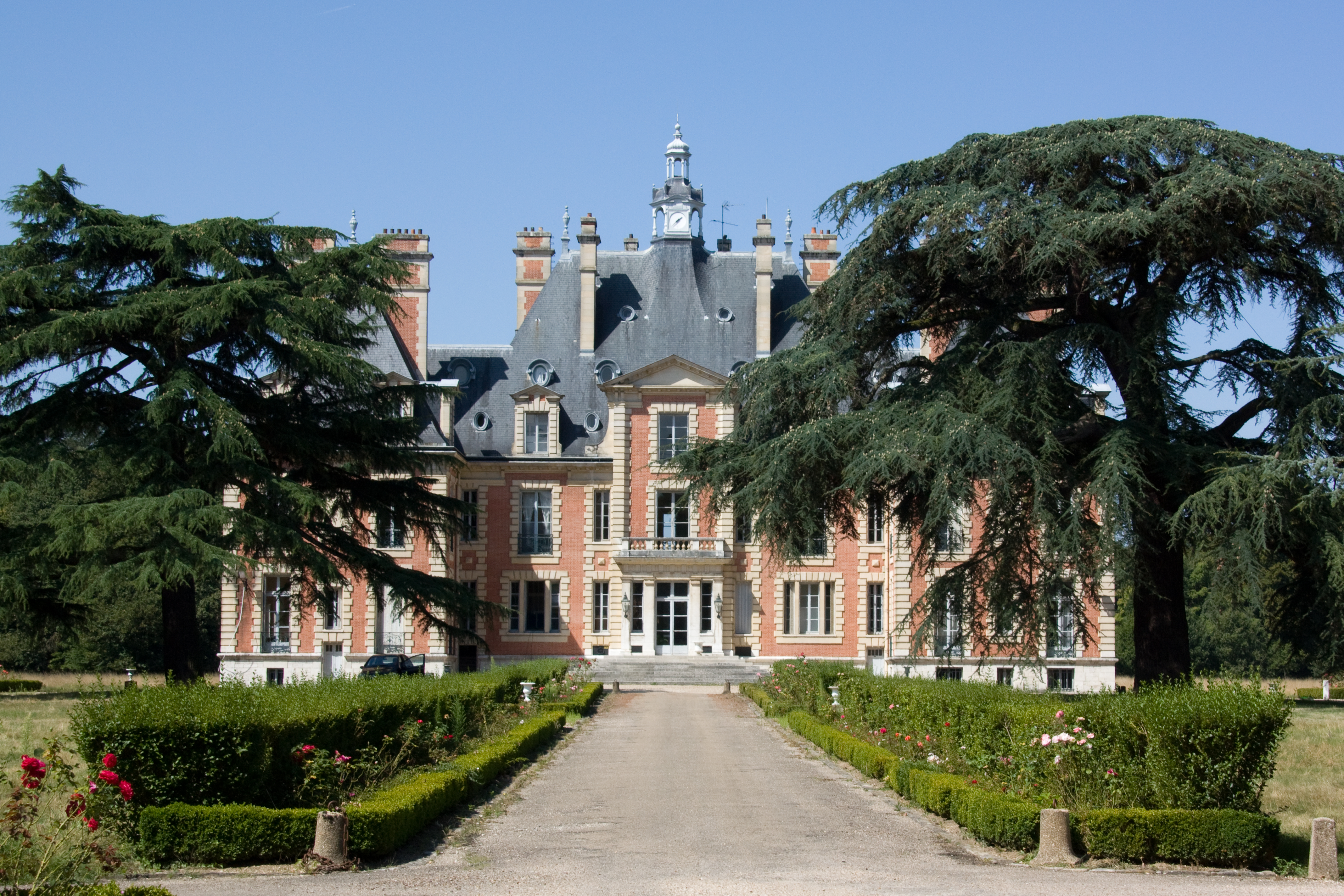
Schloss Nainville